# Lissie Åström
Karin Lissie Åström, född 27 augusti 1924 i Malmö, död 14 mars 2013 i Lund, var en svensk forskare och etnolog. Lissie Åström var en föregångare när det gällde att introducera genusperspektiv inom svensk etnologisk forskning.

## Biografi
Lissie Åströms far Tage F. Nilsson, växte upp i ett skomakar- och småbrukarhem och blev den förste i sin familj som tog studenten. Han utbildade sig sedan till ingenjör. Modern, Elin Nilsson, var utbildad kontorist men upphörde att vara yrkesverksam vid giftermålet.
Lissie Åström tog studenten vid Tekla Åbergs högre läroverk för flickor i Malmö och påbörjade därefter studier vid Lunds universitet, där hon läste pedagogik, filosofi och psykologi. Tidigt träffade hon Karl Erik Åström, som studerade historia, statskunskap och juridik och som spelade fiol i Akademiska kapellet. De möttes på en kurs i latin och gifte sig 1946. Paret fick tre söner: Karsten, Ingemar och Henrik. Under barnens uppväxttid var Lissie Åström hemmafru och först när de blivit stora återupptog hon sina akademiska studier. Hon studerade då sociologi och etnologi, varvid det senare kom att bli hennes huvudämne. Alltsedan uppväxten hade hon varit intresserad av frågor som rörde folkliv och folkkultur, mycket tack vare föräldrarnas rötter i bondemiljö. Kontrasten mellan denna miljö och den egna uppväxten i ett borgerligt urbant sammanhang fångade hennes intresse.
Efter avlagd filosofie kandidatexamen påbörjade Lissie Åström sina doktorandstudier i etnologi vid Lunds universitet inom ramen för forskningsprojektet Kultur och klass. Där gjorde hon sig känd som en mycket noggrann och seriös forskare.
I sitt bidrag i antologin "Modärna tider. Vision och vardag i folkhemmet" skrev Lissie Åström om hemmafruns dagliga sysslor och visade vad erfarenheten betydde i förhållande till vad 1930-talets reformister ville att svenska husmödrar skulle och borde göra. Erfarenhet av konkreta handlingar och praktiker visade sig ha större genomslagskraft än uppifrån påtvingade påbud och ideologier. Detta tema återkom också i hennes avhandling.
Avhandlingen, "I kvinnoled. Om kvinnors liv genom tre generationer", som Lissie Åström disputerade på 1986, kom indirekt att beröra hennes egen livshistoria, sedd i tregenerationsperspektiv. På så sätt kom den även att handla om hennes egen familjs urbanisering och akademisering. Idén med tregenerationskedjor (intervjuer med mor-dotter- dotterdotter) utvecklade hon tidigt och kontrasteringen mellan borgerlighet och arbetarklass gav särskild skärpa åt frågor om hur bland annat könsrollsmönster traderas, förhandlas och förvandlas.
Under hela sin forskargärning var Lissie Åström upptagen av den tematik som behandlar familjerelationer. Särskilt intresserade hon sig för frågor som har med socialisation och kulturell överföring mellan generationer att göra, exempelvis hur stark den kroppsliga, icke- verbala påverkan var i fostran. Det glapp mellan instruktioner i förhållande till praxis som uppenbarades i hennes kvinnliga informanters liv återkom också hos intervjupersonerna i studien "Fäder och söner. Bland svenska män i tre generationer". Även här använde hon sig av greppet med tregenerationskedjor, men nu var det män som stod i fokus för intresset.
Lissie Åströms sista större arbete blev den år 2002 utgivna skriften "Skärvor av kvinnoliv. Borgerligt kvinnoliv speglat genom en grupp kvinnors nedtecknade berättelser om sig själva för varandra under åren 1896–1937." Här tog hon sig an en så kallad vandringsbok som förts av några kvinnor, som i slutet av 1800-talet var inackorderade på Björnsnäs hushållsskola i Östergötland. Initiativtagare till vandringsboken var Eva von Bahr, sedermera fysiker och den första kvinnan i Sverige som blev docent i fysik.
Lissie Åström var uppskattad som handledare till studenter. Långt upp i åren deltog hon i det etnologiska forskarseminariet vid sin heminstitution.
Lissie Åström dog i Lund 2013. Hon är begravd på Norra kyrkogården i Lund.